# Orangismo (Inghilterra)

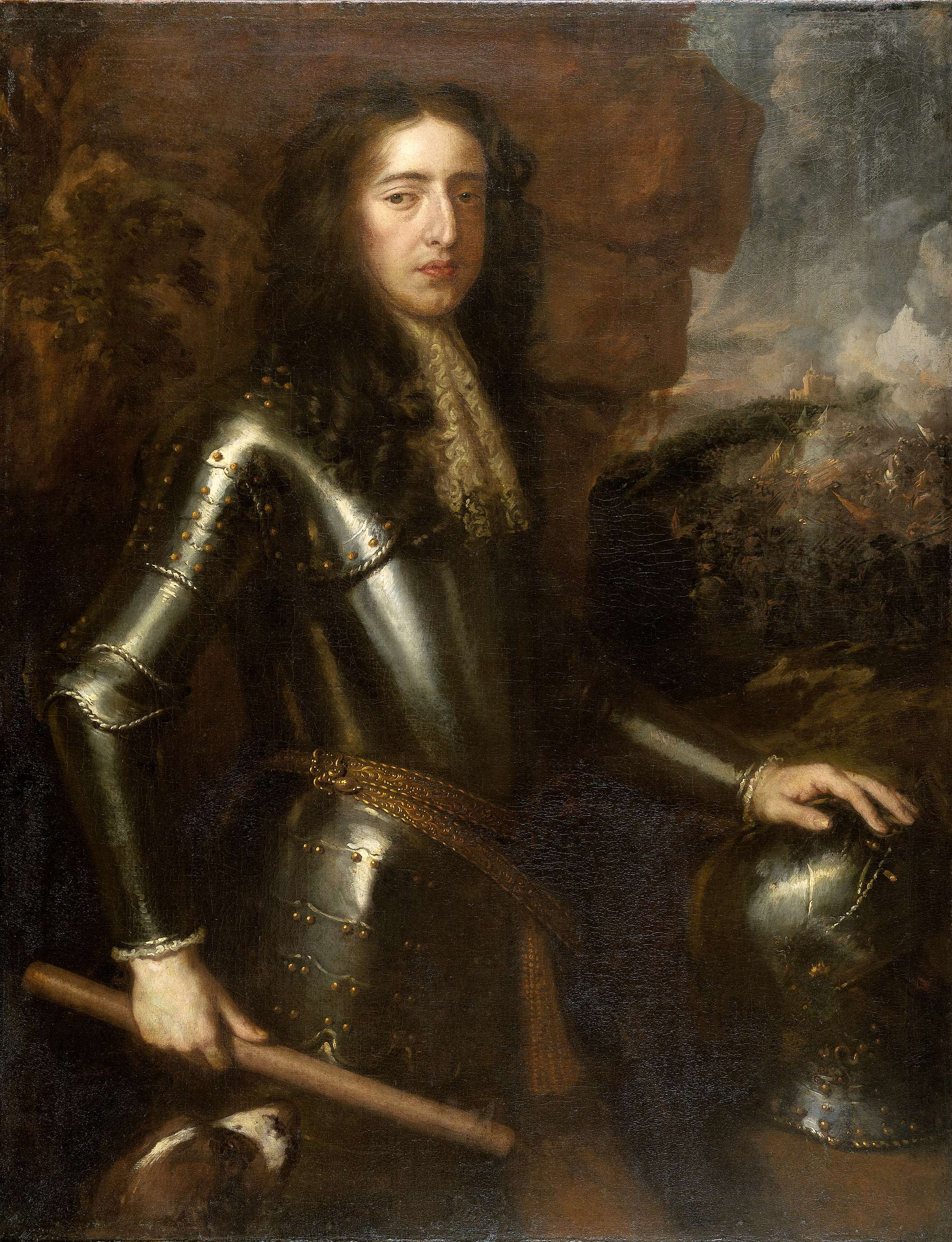
Guglielmo III, principe d'Orange

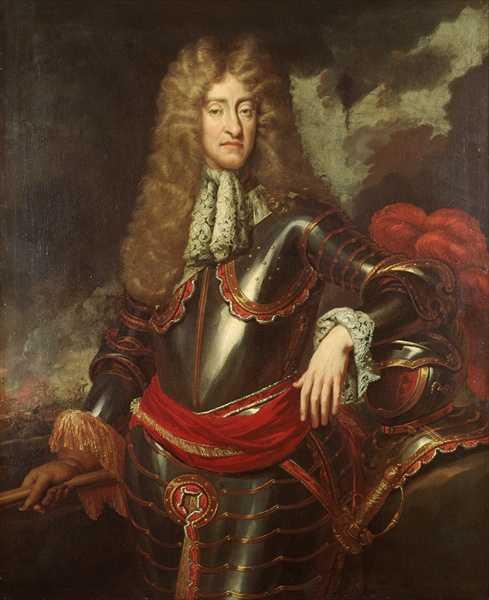
Giacomo II d'Inghilterra

L'orangismo è quel movimento politico che sostenne Guglielmo III d'Inghilterra (1650-1702), il principe d'Orange che depose il re cattolico Giacomo II (1633-1701) durante la Gloriosa rivoluzione.
Guglielmo d'Orange, lo Stadtholder delle Province Unite dei Paesi Bassi, venne chiamato dai Whigs e da una parte dei Tories a prendere la corona assieme a sua moglie Maria, al posto di suo zio e suocero Giacomo II, per assicurare all'Inghilterra, oltre che il mantenimento della Chiesa anglicana, anche l'entrata in guerra a fianco della Grande Alleanza contro la Francia di Luigi XIV.
Gli orangisti erano anche detti "guglielmiti".